# Model DMP
Model DMP - model ekonomiczny autorstwa ekonomistów Petera Diamonda, Dale'a Mortensena oraz Christophera Pissaridesa, którego celem jest wyjaśnienie mechanizmów oddziaływania regulacji oraz polityk ekonomicznych rządów państw na rynek pracy, płace oraz bezrobocie. Za swoje badania wszyscy trzej naukowcy otrzymali Nagrodę Nobla w 2010 r. Dodatkowo, zaangażowanie w badanie nad tym zagadnieniem było jednym z głównych powodów, dla których prezydent USA mianował Petera Diamonda na jedno z siedmiu miejsc w składzie prezesów Rezerwy Federalnej (kandydatura ta nie została zatwierdzona przez Senat USA).
Według podejścia tradycyjnego, rynek pracy powinien regulować się samoistnie, poprzez stopniowe zapełnianie wakatów przez bezrobotnych, dążąc do osiągania równowagi. Model DMP udowadnia jednak, że ta zasada nie zawsze obowiązuje. W niektórych  przypadkach, pomimo dostępnych miejsc pracy, poziom bezrobocia pozostaje niespodziewanie wysoki - pomimo dużej liczby wolnych miejsc. Naukowcy udowodnili, że wyższe zasiłki dla bezrobotnych powodują większe bezrobocie i dłuższy czas poszukiwania pracy.
Na wielu rynkach, popyt nie zawsze jest zaspokajany, chociaż jest podaż. Proces poszukiwania wymaga czasu i zasobów, powodując "tarcia". Takim rynkiem poszukiwania (search market) jest m.in. rynek pracy. Chociaż są na nim pracodawcy poszukujący pracowników, jak i chętni do podjęcia pracy, potrzeby jednych i drugich nie są zaspokojone. W efekcie występuje jednocześnie bezrobocie oraz wolne miejsca pracy.
Zasady odkryte przez trio naukowców znajdują zastosowanie nie tylko na rynku pracy, ale także na przykład na rynku nieruchomości.
Diamond (lat 70) jest związany z Massachusetts Institute of Technology, Mortensen (lat 71) jest związany z Northwestern University a Pissarides (lat 62) pracuje w London School of Economics.